# Фонт-и-Кер, Пий
Пий Фонт-и-Кер (исп. Pius Font i Quer или исп. Pius Font Quer, или исп. Pio Font Quer; 9 апреля 1888 — 2 января 1964) — испанский (испанско-каталонский) ботаник, миколог, химик, доктор фармацевтических наук.

## Биография
Пий Фонт-и-Кер родился в городе Лерида 9 апреля 1888 года.
Пий получил учёную степень доктора фармацевтических наук и степень в области химии. Он был ассистентом профессора ботаники на факультете фармации в Барселонском университете (1917). Фонт-и-Кер также был профессором в Школе сельского хозяйства Барселоны (1923—1939). Пий организовал Ботанический институт Барселоны, родившиеся путём преобразования кафедры ботаники Музея, и был его первым директором; он также основал на Монжуике Ботанический сад при институте.
В 1911 году Пий поступил в военно-медицинский корпус, в котором он получил звание полковника-фармацевта; Фонт-и-Кер был членом Академии наук и искусств (1922), Института изучения Каталонии (1942), в котором он был президентом секции наук (1958), почётным доктором Университета Монпелье (1959). Он был назначен почётным вице-президентом Международного ботанического конгресса в Париже (1954) и Эдинбурге (1964); Пий был президентом Каталонского института естественной истории (1931—1934) и Пиренейского общества естественных наук, Сарагоса. Он внёс значительный вклад в ботанику, описав множество видов растений.
Пий Фонт-и-Кер умер в Барселоне 2 января 1964 года.

## Научная деятельность
Пий Фонт-и-Кер специализировался на папоротниковидных, семенных растениях и на микологии.

## Научные работы
- Pius Font Quer & universidad central (madrid). 1914. Ensayo fitotopográfico de Bages: tesis de doctorado en farmacia. Mahón, Tipografía Mahonesa.
- Pius Font Quer & universidad central (madrid). 1926. Illustrationes florae occidentalis: quae ad plantas hispaniae, lusitaniae et mauritaniae, novas vele imperfecte cognitas, spectant. Barcelona, Museo de Ciencias Naturales.
- Pius Font Quer & universidad central (madrid). 1944. Los Estudios botánicos en la provincia de Lérida. Ed. Instituto de Estudios Ilerdenses, 77 pp.
- Pius Font Quer & universidad central (madrid). 1948. Flórula de los Valles de Bohí. Ed. Instituto de Estudios Ilerdenses, 94 pp.
- Pius Font Quer & universidad central (madrid). 1953. Diccionario de Botánica. Barcelona, Ed. Labor.
- Pius Font Quer & universidad central (madrid). 1956. Botánica. Ed. Labor, 325 pp.
- Pius Font Quer & universidad central (madrid). 1962. Plantas medicinales: el Dioscórides renovado. Barcelona, Lábor.
- Pius Font Quer & universidad central (madrid). 1964. Botánica pintoresca. Barcelona, Ramón Sopena.